# Velîki Hadomți, Berdîciv
Velîki Hadomți (în ucraineană Великі Гадомці) este un sat în comuna Sadkî din raionul Berdîciv, regiunea Jîtomîr, Ucraina.

## Demografie
Componența lingvistică a localității Velîki Hadomți
     Ucraineană (100%)
Conform recensământului din 2001, toată populația localității Velîki Hadomți era vorbitoare de ucraineană (100%).